# Dana Stevens
Dana Stevens é uma atriz e roteirista estadunidense.

## Filmografia

### Roteirista e Produtora
Televisão
- 2007 What About Brian, criadora e produtora

Cinema
- 2008 The Deep Blue Goodbye, roteirista
- 2002 Life or Something Like It, roteirista
- 1999 For Love of the Game, roteirista
- 1998 City of Angels, roteirista
- 1994 Blink, roteirista

### Atriz
Televisão
- 1991 thirtysomething como Fiona Sims Porter
- 1990 Doctor Doctor como Julia Lawson
- 1990 Good Grief como Gretchen
- 1989 Freddy's Nightmares como Linda Kelsey
- 1987 Family Ties como Valerie

Cinema
- 1994 Nell como Rachel Weiss
- 1992 Leaving Normal como mãe de Marianne